# Eternal Love 〜光の天使より〜
『Eternal Love 〜光の天使より〜』（エターナル・ラヴ　ひかりのてんしより）は、飯島真理の通算22枚目のシングル。2002年9月4日にビクターエンタテインメントから発売された。

## 概要
ゲーム『GALAXY ANGEL』のオープニングテーマとして本曲がリリースされ、飯島の楽曲ではオリコンのトップ100位内に久々にランクインした楽曲である。この楽曲の好評により、飯島は同年10月に行われたブロッコリー主催のライブ「Broccoli the Live」にゲスト出演し、本曲のほか、カップリングの『天使たちの休息』と自身の楽曲である『Sing for me』、『愛・おぼえていますか』を歌っている。本曲はゲーム版『GALAXY ANGEL』最終話戦闘シーンのバックミュージックとしても使われている。

### 収録曲
1. Eternal Love 〜光の天使より〜
作詞：森ユキ、作曲・編曲：坂本裕介
  - ゲーム『GALAXY ANGEL』 オープニングテーマ
2. 天使たちの休息
作詞・作曲：飯島真理、編曲：坂本裕介
  - ゲーム『GALAXY ANGEL』、『GALAXY ANGEL Moonlt Lovers』エンディングテーマ
3. Eternal Love 〜光の天使より〜 (Key of Life Remix)
4. Eternal Love 〜光の天使より〜 (Instrumental)

## Eternal Love 2003
『Eternal Love 2003』（エターナル・ラヴ 2003）は飯島真理通算23枚目のシングルで、2003年6月27日にb-fairy recordsから発売された。

### 概要
ゲーム『GALAXY ANGEL』の続編、『GALAXY ANGEL Moonlit Lovers』のオープニングテーマとして使われ、歌は前作に引き続き飯島が担当することになった。楽曲は前作のリミックス・ヴァージョンである。なお、本曲が飯島の関わるギャラクシーエンジェル関連における最後の楽曲となり、飯島自身のシングルは2011年発売の「2 Seconds of Infinity」まで8年間開くこととなった。

### 収録曲
1. Eternal Love 2003
作詞：森ユキ、作曲・編曲：坂本裕介
  - PCゲーム『GALAXY ANGEL Moonlit Lovers』オープニングテーマ
2. Fly Away
作詞・作曲・編曲：飯島真理
3. Eternal Love (Summer Breeze Mix)
4. Eternal Love (Instrumental)
5. Fly Away (Instrumental)

## カヴァーした歌手
ここではシングルとしてリリースした歌手のみ列挙する。
- 佐藤裕美 （2004年） - 『Eternal Love 2004』、PC版「GALAXY ANGEL Eternal Lovers」エンディングテーマ
- 影山ヒロノブ （2006年） - 『Eternal Love 2006』、「ギャラクシーエンジェルII　絶対領域の扉」オープニングテーマ
- 新谷良子 （2007年） - 『Eternal Love 2007』、「ギャラクシーエンジェルII 無限回廊の鍵」オープニングテーマ